# Kelley Puckett
Kelley Puckett (* 1961) ist ein US-amerikanischer Comicautor und Editor.

## Leben und Arbeit
Puckett begann Anfang der 1990er Jahre als Redakteur für den US-amerikanischen Verlag DC-Comics zu arbeiten. Nachdem er als Co-Autor von Dennis O’Neil die Serie The Question Quarterly mitverfasst hatte, wurden ihm die Autorenaufgaben für die Serie The Batman Adventures übertragen, die er von 1993 bis 1997 verfasste. 
Daneben fungierte er in den späteren 1990er und den frühen 2000er Jahren als Editor für die Serien Detective Comics, Nightwing und Green Arrow sowie diverse Spezialprojekte wie den One-Shot Batman/Phantom Stranger. Autoren, deren Arbeiten er edierte, waren unter anderem Chuck Dixon, Alan Grant und Devin Grayson. 
Von 2000 bis 2003 verfasste Puckett die von Damian Scott illustrierte Serie Batgirl, deren Titelheldin, Cassandra Cain, er selbst in einer Batman-Geschichte aus dem Jahr 1999 ersonnen hatte. Eine weitere bekannte Comicfigur, die Puckett erschuf, ist Connor Hawke – nach Oliver Queen der zweite Charakter, der unter dem Namen Green Arrow in der gleichnamigen Comicserie mit Pfeil und Bogen auf Verbrecherjagd geht.